# 陈宗器 (1945年)
陈宗器（1945年—），男，汉族，台湾新竹人，中华人民共和国政治人物、第十一届全国人民代表大会江苏地区代表。

## 生平
陈宗器毕业于江苏师范学院物理系物理专业。曾任苏州市侨联副主席。2008年当选第十一届全国人大代表。